# Alainites talasi
Alainites talasi is een haft uit de familie Baetidae. De wetenschappelijke naam van de soort is voor het eerst geldig gepubliceerd in 1994 door Novikova & Kluge.
De soort komt voor in het Palearctisch gebied.